# Arai Tatsuya
Tatsuya Arai (sinh ngày 14 tháng 1 năm 1988) là một cầu thủ bóng đá người Nhật Bản.

## Sự nghiệp câu lạc bộ
Tatsuya Arai đã từng chơi cho Nagoya Grampus và FC Gifu.